# Block 74
Der Block 74 ist ein ausgedehntes Areal mit Fabrikgebäuden und alten Mietshäusern im Berliner Bezirk Friedrichshain-Kreuzberg zwischen Boxhagener Straße, Holteistraße, Weserstraße und Neuer Bahnhofstraße, das Ende des 19. Jahrhunderts entstanden ist.

## Geschichte

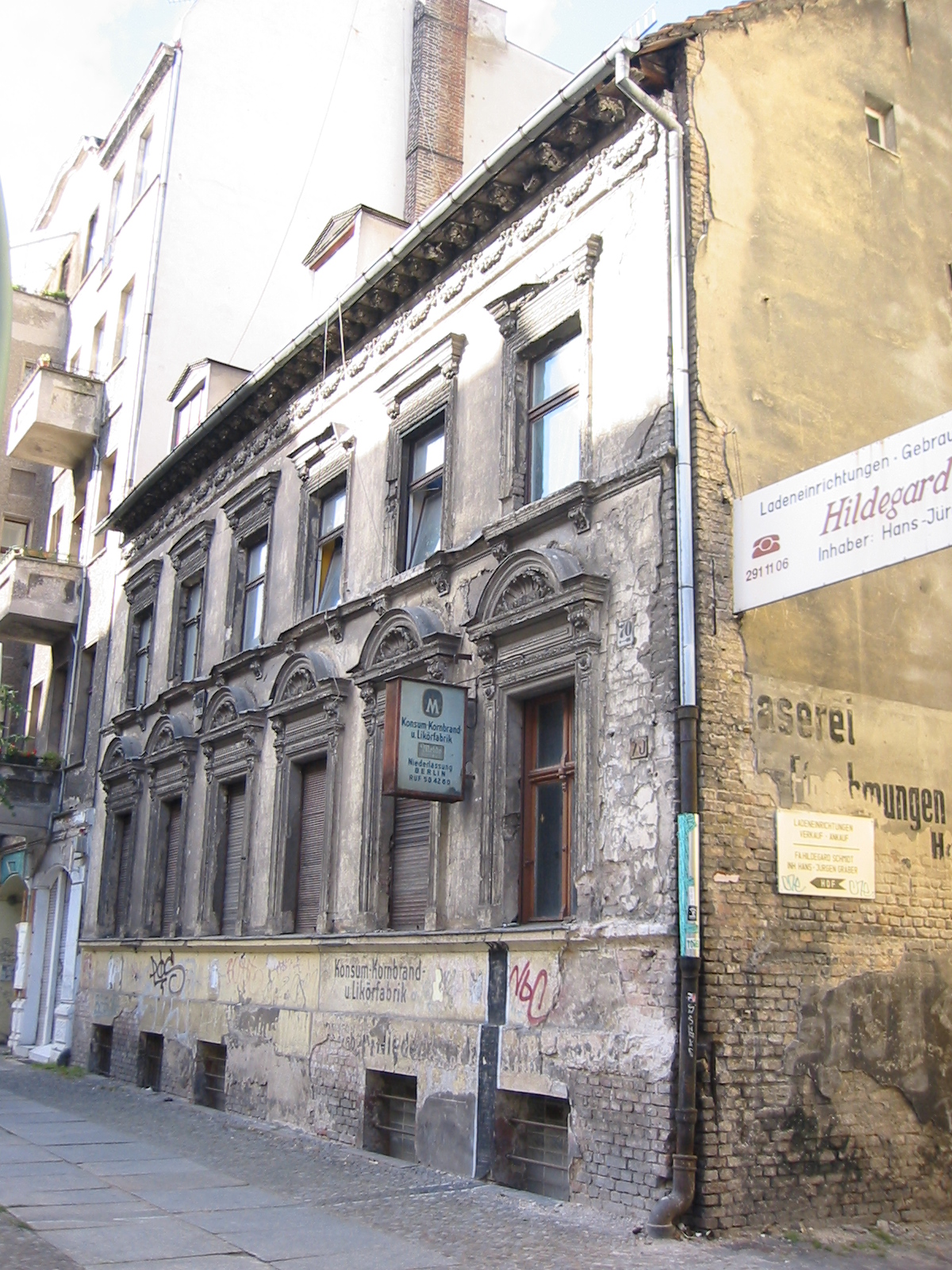
Boxhagener Straße 70

Um 1895, während der großen Berliner Industriewanderung, siedelten sich auch hier viele Betriebe an. Historisch gesehen liegt in diesem Block 74 der Siedlungskern Friedrichshains, die Gartenkolonie Boxhagen. Das Haus Boxhagener Straße 70 (1888 von Hermann Krägenbrink erbaut) ist ein typisches Haus der Erstbebauung in dieser Gegend.
Mit der Industriewanderung kam es zum Gesamtausbau dieses Areals. Neben repräsentativen Mietshäusern dominierten in dem Gelände mehrstöckige Fabrikbauten. Viele Unternehmer nahmen die ideale Anbindung an das Netz der Ringbahn zum Anlass, sich hier mit ihren Betrieben niederzulassen, so zum Beispiel die Schraubenfabrik Sudicatis in der Boxhagener Straße 76, die Deutschen Kabelwerke in der Boxhagener Straße 76–78 und die Cyklon Maschinenfabrik in der Boxhagener Straße 80.

## Nutzung der Immobilien

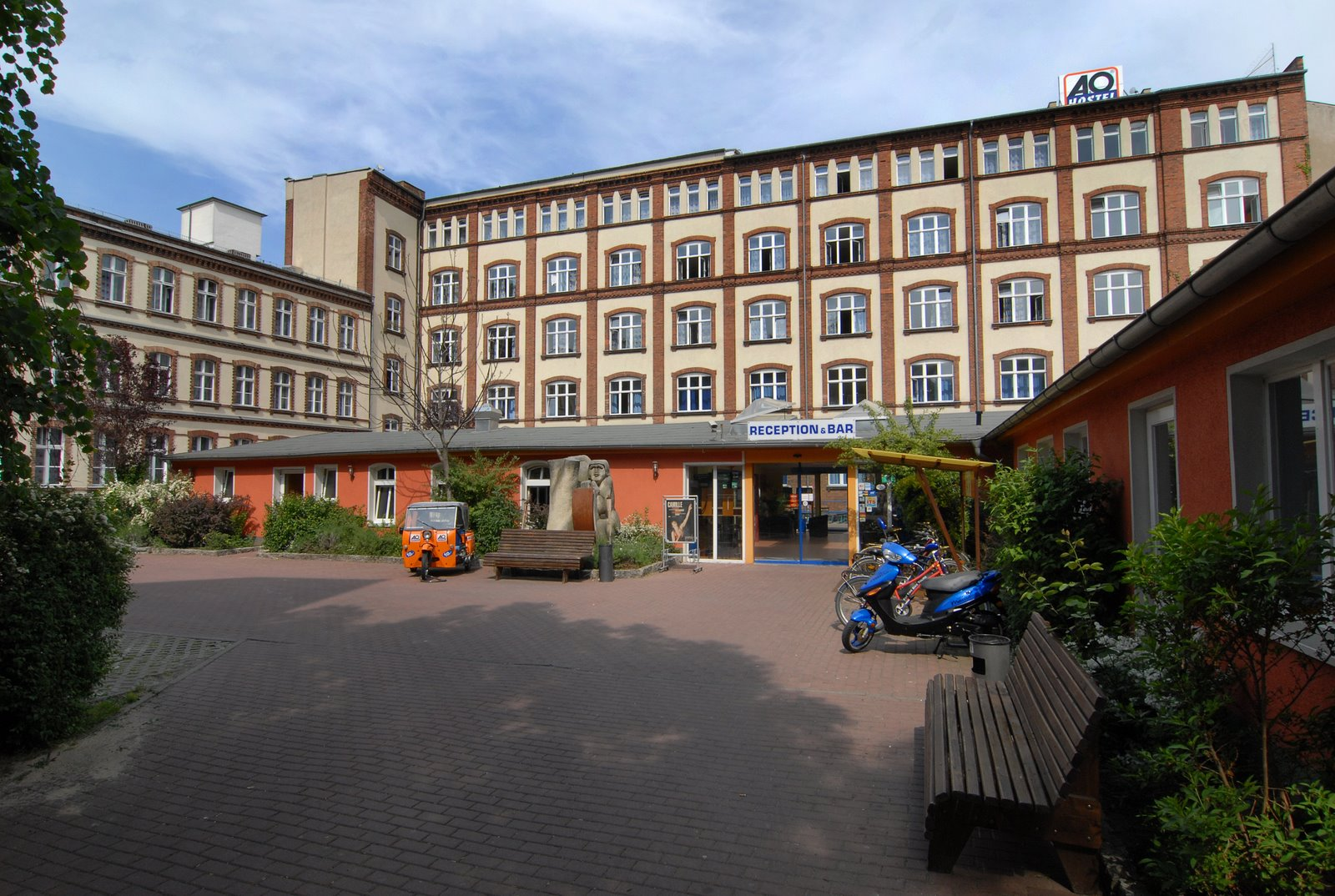
Boxhagener Straße 73

Im 21. Jahrhundert befinden sich noch viele verschiedene Dienstleistungs- und Einzelhandelsbetriebe auf dem großen Areal. Bevor sich in der Boxhagener Straße 73 die Hotel- und Hostelkette A&O hier im Jahr 2000 niederließ, beherbergte das Gebäude ein Heim für Asylbewerber und Kriegsflüchtlinge. Auf dem ehemaligen Grundstück des Gummiwerks in der Boxhagener Straße 79–82 hatte sich nach der Wende die Firma Dichtungs- und Schwingungstechnik Freudenberg niedergelassen, sie zog jedoch 2008 nach Berlin-Adlershof. Von der Weserstraße, die parallel zur Boxhagener Straße verläuft, wurde im Rahmen der Sanierung die so genannte Schreibfeder-Passage für Fußgänger zugänglich gemacht. Inzwischen nutzen tagtäglich viele Anwohner und Gäste des A&O Hotels and Hostels diese Fußgängerverbindung. Neben den ausgedehnten mehrstöckigen Fabrikanlagen und den Mietshäusern gibt es mittlerweile auch unzählige Neubauten auf dem Gelände.
Aktuell wird das nordwestliche Territorium dieses Blocks von einem Investor neu bebaut und erhielt die Bezeichnung Box Seven (Stand im Jahr 2017).